# Asuridoides atuntseica
Asuridoides atuntseica là một loài bướm đêm thuộc phân họ Arctiinae, họ Erebidae.